# Simón V de Lippe
El Conde Simón V de Lippe (1471 - 17 de septiembre de 1536) fue un noble Señor de Lippe, y a partir de 1528 Conde de Lippe. Durante su reinado, la Reforma fue introducida en Lippe.

## Biografía
Simón V era el quinto vástago y el mayor de los hijos varones de Bernardo VII "el Belicoso" y de Ana de Holstein-Pinneberg y heredó Lippe tras la muerte de su padre, en torno a 1511. En 1528, fue elevado a Conde Imperial y Lippe se convirtió en uno de los aproximadamente 140 Condados Imperiales.
A partir de 1518, la Reforma se impuso, primero en Lemgo y después en otras ciudades en Lippe. Surgió un conflicto abierto en 1530 cuando se cantaron himnos protestantes durante una misa católica de Pascua. Simón, quien permaneció católico toda su vida, se indignó, y habló "de  granjeros insurgentes que rechazan cualquier autoridad sobre ellos mismos". Él era, sin embargo, una vasallo de dos señores feudales: el Obispo de Paderborn y el Landgrave Felipe I de Hesse, quien era luterano desde 1524. Esto limitaba su libertad de acción. Las ciudades en Lippe, en particular Lippstadt y Lemgo, también favorecieron una relación más estrecha con la fe luterana. Felipe de Hesse urgió a los ciudadanos de Lemgo a solucionar su disputa con Simón V; no obstante, el luteranismo continuó expandiéndose en las ciudades. Cuando en 1533, Simón buscó apoyó para una acción militar contra Lemgo, Felipe intervino y medió. Más tarde ese año, Lemgo adoptó la Orden de la Iglesia y así se convirtió oficialmente en luterana.
En 1535, Simón V y el Duque Juan III de Cléveris invadieron Lippstadt, que se había vuelto Protestante. La ciudad se rindió ante su señor feudal. Los ciudadanos de Lemgo temieron que Simón V y Juan III invadieran Lemgo también, sin embargo, debido a la mediación en curso de Felipe, eso no ocurrió.

## Matrimonio e hijos
Simón V contrajo matrimonio con la Condesa Walpurgis de Bronckhorst (fallecida: 21 de diciembre de 1522). Con ella tuvo un hijo:
- Gisbert de Lippe (f. 1522)

Simón después contrajo matrimonio con Magdalena de Mansfeld-Mittelort (nacida: c. 1500) y tuvo cinco hijos más: 
- Margarita de Lippe (1525-1578)
- Bernardo VIII, Conde de Lippe
- Hermán Simón, Conde de Sternberg, desposó a Úrsula de Pyrmont y Spiegelberg (f. 1576)
- Ana de Lippe, desposó al Conde Juan I de Waldeck-Landau (nacido: 1521 o 1522)
- Inés de Lippe (nacido: 1535), desposó a Dietrich de Plesse